# Kadlecia heptaphylla
Kadlecia heptaphylla is een keversoort uit de familie bladsprietkevers (Scarabaeidae). De wetenschappelijke naam van de soort is voor het eerst geldig gepubliceerd in 1965 door Frey.